# 谢先德
谢先德（1934年10月—），江苏镇江人，中国[地质学]]家，地质矿物学家。
1934年10月生。1956年毕业于南京大学地质系。后赴苏联矿业学院留学，1959年回国。曾任中国科学院广州地球化学研究所所长、中国科学院广州分院院长、广东省科学院院长。现任广东省科学技术协会主席、 广东省矿物物理与材料研究开发重点实验室主任。
1990年当选国际矿物协会主席。1994年当选俄罗斯科学院外籍院士。

## 学术研究
谢先德是中国硼酸盐矿物学、动态高压矿物学、陨石冲击变质研究领域的开拓者。对中国首次地下核试验和地面成坑核试验也有重要贡献。